# Emília-Romanya

Mapa de la regió d'Emília-Romanya amb les províncies

L'Emília-Romanya és una regió d'Itàlia formada per la fusió de les antigues regions de l'Emília i la Romanya. La capital n'és Bolonya.
Està situada al sud del Po, limitada per la Llombardia i el Vèneto al nord, pel Piemont a l'oest, per la Toscana i les Marques al sud i per la mar Adriàtica a l'est.
Pròpia de la regió és la llengua emília-romanyesa (emilià-romanyol), una llengua neollatina en greu perill extinció.

## Orografia
Morfològicament el territori és constituït al sud pel vessant oriental dels Apenins toscans, al peu dels quals s'estenen vers el nord uns turons fins a la gran plana al·luvial del riu Po (de Piacenza a l'Adriàtica).
Els Apenins s'estenen en direcció NW-SE, i l'altitud més important correspon al mont Cimone (2.163 m). Els rius de la part occidental de la regió són cabalosos, i desguassen al Po; uns altres (Lamove, Renco) desguassen directament a la mar.
El clima n'és subcontinental (estius calorosos i secs i hiverns llargs i rigorosos). Les precipitacions es distribueixen en funció de l'altitud i de la distància de la costa (més de 2.000 mm a les muntanyes, i de 500 a 800 mm a la plana) i es produeixen especialment a la primavera i a la tardor. Entre l'octubre i el març sovintegen les boires a la plana, degudes a la inversió tèrmica.

## Població
La població n'és de 4.405.486 habitants (2010), amb una densitat de 200 hab/km; just per sobre la de la mitjana italiana. El poblament està dispers, i s'acumula al llarg de l'antiga via Emília construïda pels romans, la qual continua sent-ne l'eix natural econòmic. No hi ha una metròpoli dominant, sinó un eix de ciutats de mida mitjana, on es concentra la majoria també de la producció industrial i el comerç. La costa està densament poblada gràcies a l'enorme boom del turisme a finals del segle xx. Als monts Apenins, al sud, i les planícies agrícoles al voltant de Ferrara i Piacenza, la població és menys densa.
El 2010 l'Emília-Romanya tenia 13 ciutats per sobre de 50.000 habitants: Bolonya, (la capital, 379.349 hab.), Parma (185.298), Mòdena (183.624), Reggio nell'Emília (168.567), Ravenna (157.953), Rímini (142.485), Ferrara (135.003), Forlì (117.856), Piacenza (102.946), Cesena (96.604), Imola (68.857), Carpi (68.511) i Faenza (57.852). La majoria de les ciutats foren fundades per la civilització romana.

## Economia
L'Emília-Romanya és la tercera regió italiana per PIB per capita, situada entre les 40 millors d'Europa, i per sobre de Catalunya, entre d'altres. Aquests resultats s'han aconseguit gràcies a una economia molt equilibrada, basada en el major sector agrícola d'Itàlia i en la seva tradicional indústria de l'automòbil i motor.
L'agricultura, que suposa el 2,2% pel PIB regional, ha experimentat un gran increment en la productivitat gràcies a la seva reorganització estructural i als seus productes d'alta qualitat. Els seus cultius més importants són els cereals, les patates, el blat de moro, els tomàquets i les cebes, juntament amb les fruites i el raïm per a la producció de vi.
La indústria de la regió presenta una variada estructura, i hi destaca la indústria alimentària i la de mecànica i de l'automòbil, amb empreses de vehicles com Ferrari, Ducati, Lamborghini o Maserati.
El turisme hi està incrementant la importància, especialment a la costa del mar Adriàtic.
Les principals exportacions provenen de l'enginyeria mecànica (53%), l'extracció de minerals no metàl·lics (13%) i la indústria tèxtil (10%).

## Organització territorial
La regió està composta per 8 províncies i una ciutat metropolitana:
| Província                       | Àrea (km²) | Població | Densitat (hab./km²) |
| ------------------------------- | ---------- | -------- | ------------------- |
| Ciutat metropolitana de Bolonya | 3.702      | 973.295  | 262,9               |
| Província de Ferrara            | 2.632      | 357.471  | 135,8               |
| Província de Forlì-Cesena       | 2.377      | 387.200  | 162,9               |
| Província de Mòdena             | 2.689      | 686.104  | 255,1               |
| Província de Parma              | 3.449      | 431.419  | 125,1               |
| Província de Piacenza           | 2.589      | 284.885  | 110,0               |
| Província de Ravenna            | 1.858      | 383.945  | 206,6               |
| Província de Reggio de l'Emília | 2.293      | 517.374  | 225,6               |
| Província de Rímini             | 863        | 325.219  | 377,0               |